# Vadholmen
Vadholmen est une île norvégienne du comté de Hordaland appartenant administrativement à Bømlo.

## Description
Rocheuse et désertique, elle s'étend sur environ 359 m de longueur pour une largeur approximative de 204 m. 